# Wolfsberg (Thüringer Wald)
Der Wolfsberg ist ein 527 m ü. NHN hoher Berg im nördlichen Vorland des Thüringer Waldes im Ilm-Kreis. Er ist Namensgeber der ehemaligen Gemeinde Wolfsberg und liegt zwischen den drei Ilmenauer Ortsteilen Gräfinau-Angstedt, Wümbach und Bücheloh.